# Jean Fèvre
Pour les articles homonymes, voir Fèvre.
Jean Fèvre (1920-1945) est un Compagnon de la Libération français. Il est mort pour la France en avril 1945 à la tête de sa section.
Il est l'un des douze compagnons de la Libération du  22e Bataillon de Marche nord-africain (22e BMNA).
Il est enterré à Rambervillers.

## Biographie
Jean Fèvre naît le 9 février 1920 à Metz, où son père est officier. Mobilisé le 9 juin 1940, Fèvre est incorporé au 27e régiment d'infanterie à Dijon. Refusant la défaite de juin 1940, Jean Fèvre s'embarque à Saint-Jean-de-Luz pour l'Angleterre et s'engage dans les Forces françaises libres. 
D'abord affecté au QG des FFL à Londres, il est nommé professeur au Prytanée Militaire de la France, puis instructeur des cadets,. Promu aspirant le 1er juin 1942, Fèvre est affecté à l'état-major de la 1re division française libre en juin 1943, avant de prendre en main une section au 22e bataillon Nord Africain de la 2e Brigade Française Libre. 
En mai et juin 1944, Jean Fèvre s'illustre au cours de la campagne d'Italie. Après avoir débarqué en Provence le 16 août 1944, il participe à la libération de Toulon. Blessé à Ronchamp le 30 septembre 1944, Fèvre est promu lieutenant le mois suivant. Il s'illustre à nouveau dans le bois d'Ohnenheim, en Alsace, le 24 janvier 1945. Envoyé dans les Alpes du sud, puis en Italie en avril 1945, il tombe, à la tête de sa section, le 21 avril 1945, à la gare de Piena dans la Vallée de la Roya,.

## Distinctions
Il est reconnue « Mort pour la France ».
- Chevalier de la Légion d'honneur
- Compagnon de la Libération à titre posthume par décret du 16 octobre 1945
- Croix de guerre 1939–1945, palme de bronze